# John R. Sweney

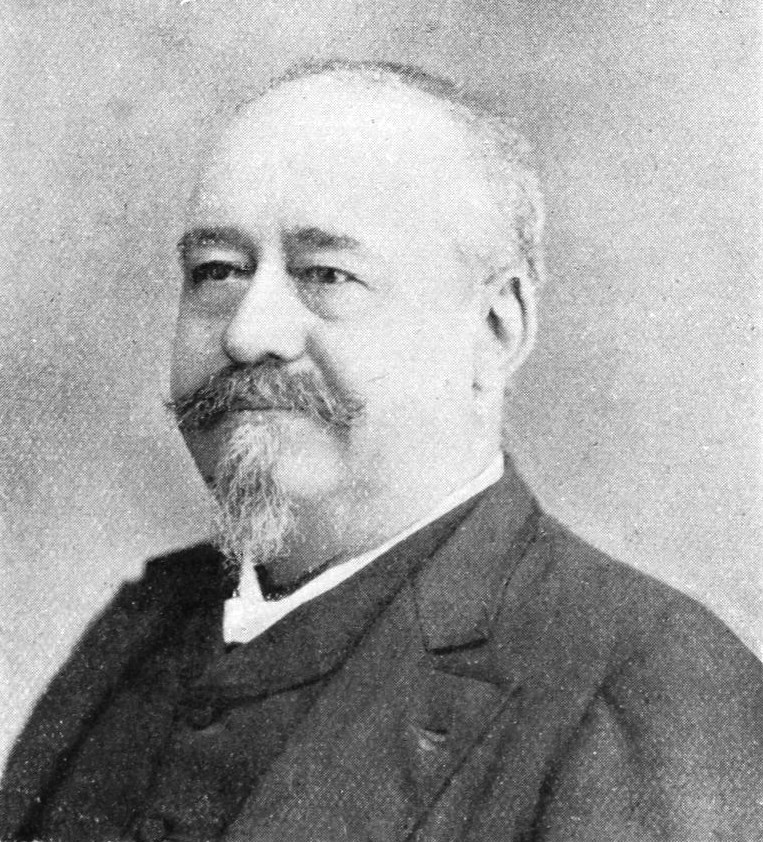

John R Sweney, född 1837, död 1899, kompositör, lärare och sångledare från USA.   Tillsammans med William J. Kirkpatrick utgav han 87 sångsamlingar. Han finns representerad i bland annat Den svenska psalmboken 1986 med tonsättningen till psalm (nr 46).

## Sånger
- Jag vill städs ha Jesus med mig[1]
- Gud är här för att välsigna[1]
- Låt mig få höra om Jesus (1986 nr 46) tonsatt 1880.[1]
- Mera om Jesus, Gud, mig lär[1]
- Jag är frälst, min Herre frälst mig[1]
- Nu natten svunnit, dagen grytt
- O, sänd oss, Gud
- På Golgata min Jesus tog[1]
- Stäm upp, stäm upp